# 스웨덴 왕립 오페라

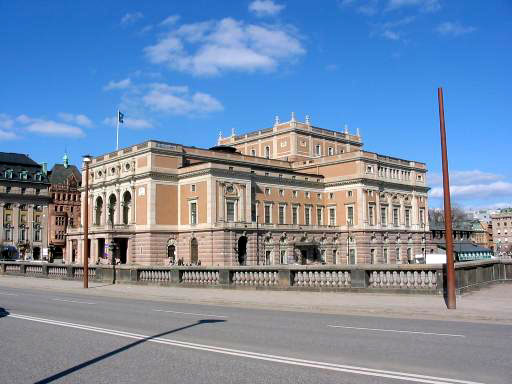
스웨덴 왕립 오페라

스웨덴 왕립 오페라(스웨덴어: Kungliga Operan)는 스웨덴 스톡홀름에 위치한 극장이다.